# Береговая линия
Берегова́я ли́ния — линия пересечения поверхности моря, озера и других водных объектов с поверхностью суши. В связи с тем, что уровень воды изменяется даже за короткий промежуток времени, береговая линия представляет собой условное понятие, применяемое относительно среднего многолетнего положения уровня водного объекта. Является границей данного водоёма.

## Определение береговой линии
В российском законодательстве установлены особенности определения береговой линии у различных водных объектов, а именно:

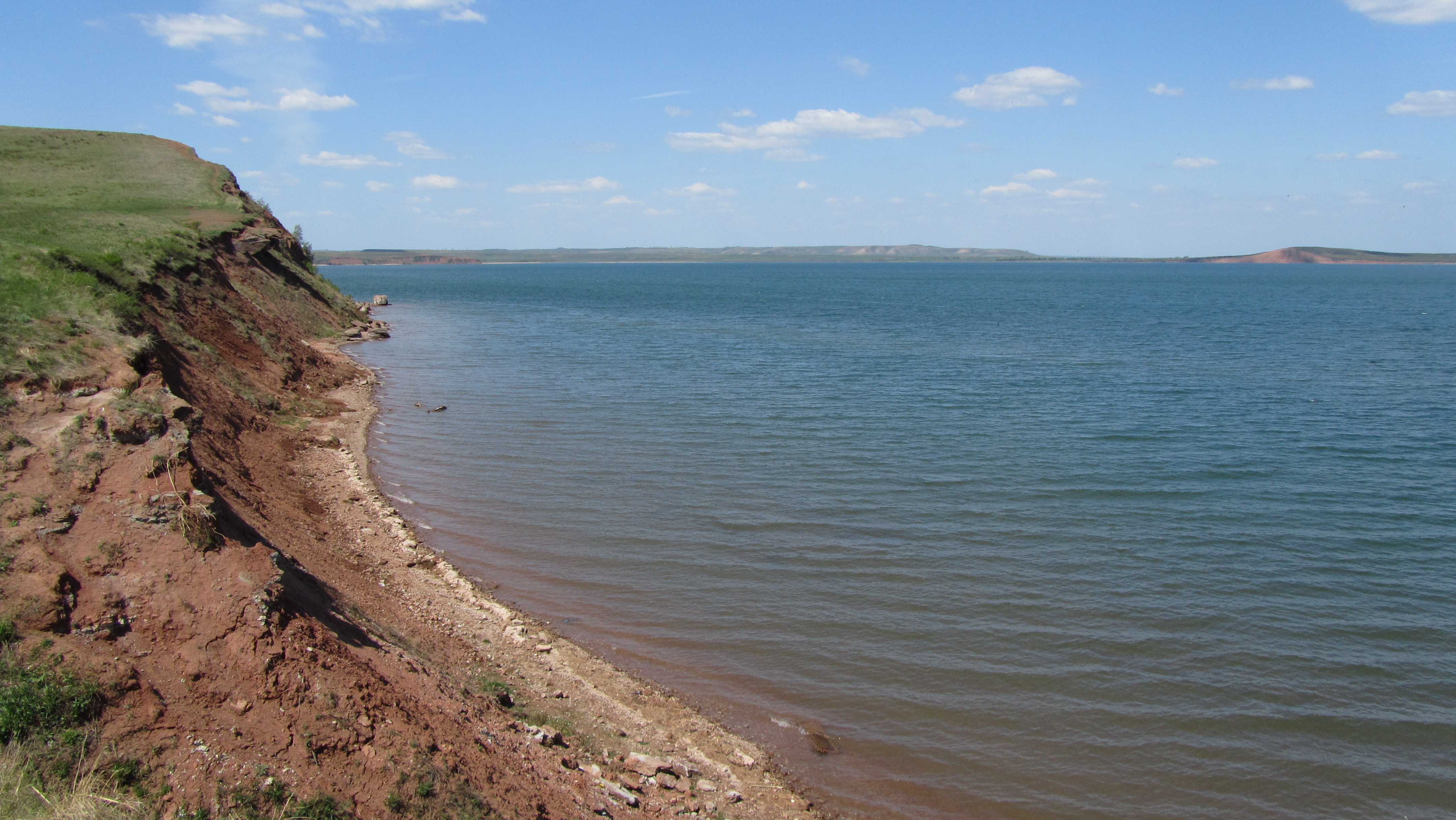
Береговая линия Аслы-Куль

1. Моря — по постоянному уровню воды, а в случае периодического изменения уровня воды — по линии максимального отлива;
2. Реки, ручья, канала, озера, обводнённого карьера — по среднемноголетнему уровню вод в период, когда они не покрыты льдом;
3. Пруда, водохранилища — по нормальному подпорному уровню воды;
4. Болота — по границе залежи торфа на нулевой глубине[2].

Порядок определения местоположения береговой линии (границы водного объекта), случаи и периодичность её определения устанавливаются Правительством Российской Федерации. Требования к описанию местоположения береговой линии (границы водного объекта) устанавливаются уполномоченным Правительством Российской Федерации федеральным органом исполнительной власти.
Измерение длины береговой линии — одна из краеугольных задач фрактальной геометрии.